# Kevin Sawyer
Kevin John Sawyer (né le 18 février 1974 à Christina Lake dans la province de la Colombie-Britannique au Canada) est un joueur de hockey sur glace ayant évolué sporadiquement dans la Ligue nationale de hockey.

## Carrière
Sawyer joua trois saisons au niveau junior dans la Ligue de hockey de l'Ouest pour les Chiefs de Spokane. Lors de sa dernière saison avec ceux-ci et n'ayant pas été réclamé par une équipe de la LNH lors d'un repêchage, il signa un contrat de deux saisons avec les Blues de Saint-Louis, rejoignant leur club-école à la fin de la saison 1994-1995 lorsque les Chiefs furent éliminés des séries éliminatoires.
Lors de sa première saison au niveau professionnel, il s'aligna d'abord avec l'équipe affiliée aux Blues dans la Ligue américaine de hockey, les IceCats de Worcester, n'étant appelé que pour jouer six rencontres avec le grand club. Peu de temps avant la date limite des transactions, il fut envoyé avec Steve Staios aux Bruins de Boston, en retour, les Blues recevaient alors Steve Leach. Durant son passage avec les Bruins, il ne prendra part qu'à quatre rencontres dans la LNH, jouant la balance avec les Bruins de Providence de la LAH.
Son contrat arrivé à son terme à l'été 1997, il s'entendit alors avec les Stars de Dallas pour la saison suivante, qu'il passa d'ailleurs avec leur club-école dans la ligue internationale de hockey, les K-Wings du Michigan. Au terme de la saison, il se classe premier de la LIH au chapitre des minutes de punitions avec une récolte de 398 minutes.
Il refait son apparition dans la LNH que lors de la saison 1999-2000, après un essai infructueux avec les Blues, il rejoignit les Coyotes de Phoenix pour qui il joua trois rencontres.
L'année suivante, Sawyer s'aligna encore une fois avec une nouvelle équipe, cette fois avec les Mighty Ducks d'Anaheim (aujourd'hui connus sous le nom de Ducks d'Anaheim). Il prit part en 2001-2002 à sa première saison complète dans la LNH jouant dans 57 rencontres de l'équipe, il se permit même d'y enfiler son premier but dans la LNH.
Après avoir subi une blessure à la tête qui le mit à l'écart du jeu pour la majorité de la saison 2002-2003, il annonça son retrait de la compétition à l'été suivant. Il fut entraîneur-adjoint des Chiefs de Spokane de 2004 à 2006, puis revient avec l'équipe en 2013.

## Statistiques
Pour les significations des abréviations, voir Statistiques du hockey sur glace.
| Saison      | Équipe                     | Ligue       |     | Saison régulière | Saison régulière | Saison régulière | Saison régulière | Saison régulière |   | Séries éliminatoires | Séries éliminatoires | Séries éliminatoires | Séries éliminatoires | Séries éliminatoires |
| Saison      | Équipe                     | Ligue       | PJ  | B                | A                | Pts              | Pun              | PJ               | B | A                    | Pts                  | Pun                  |                      |                      |
| 1992-1993   | Chiefs de Spokane          | LHOu        | 62  | 4                | 3                | 7                | 274              | 8                | 1 | 1                    | 2                    | 13                   |                      |                      |
| 1993-1994   | Chiefs de Spokane          | LHOu        | 60  | 10               | 15               | 25               | 350              | 3                | 0 | 1                    | 1                    | 6                    |                      |                      |
| 1994-1995   | Chiefs de Spokane          | LHOu        | 54  | 7                | 9                | 16               | 365              | 11               | 2 | 0                    | 2                    | 58                   |                      |                      |
| 1994-1995   | Rivermen de Peoria         | LIH         |     |                  |                  |                  |                  | 2                | 0 | 0                    | 0                    | 12                   |                      |                      |
| 1995-1996   | Blues de Saint-Louis       | LNH         | 6   | 0                | 0                | 0                | 23               |                  |   |                      |                      |                      |                      |                      |
| 1995-1996   | Bruins de Boston           | LNH         | 2   | 0                | 0                | 0                | 5                |                  |   |                      |                      |                      |                      |                      |
| 1995-1996   | IceCats de Worcester       | LAH         | 41  | 3                | 4                | 7                | 268              |                  |   |                      |                      |                      |                      |                      |
| 1995-1996   | Bruins de Providence       | LAH         | 4   | 0                | 0                | 0                | 29               | 4                | 0 | 1                    | 1                    | 9                    |                      |                      |
| 1996-1997   | Bruins de Boston           | LNH         | 2   | 0                | 0                | 0                | 0                |                  |   |                      |                      |                      |                      |                      |
| 1996-1997   | Bruins de Providence       | LAH         | 60  | 8                | 9                | 17               | 367              | 6                | 0 | 0                    | 0                    | 32                   |                      |                      |
| 1997-1998   | K-Wings du Michigan        | LIH         | 60  | 2                | 5                | 7                | 398              | 3                | 0 | 0                    | 0                    | 23                   |                      |                      |
| 1998-1999   | IceCats de Worcester       | LAH         | 70  | 8                | 14               | 22               | 299              | 4                | 0 | 1                    | 1                    | 4                    |                      |                      |
| 1999-2000   | Coyotes de Phoenix         | LNH         | 3   | 0                | 0                | 0                | 12               |                  |   |                      |                      |                      |                      |                      |
| 1999-2000   | Falcons de Springfield     | LAH         | 56  | 4                | 8                | 12               | 321              | 4                | 0 | 0                    | 0                    | 6                    |                      |                      |
| 2000-2001   | Mighty Ducks d'Anaheim     | LNH         | 9   | 0                | 1                | 1                | 27               |                  |   |                      |                      |                      |                      |                      |
| 2000-2001   | Mighty Ducks de Cincinnati | LAH         | 41  | 2                | 12               | 14               | 211              |                  |   |                      |                      |                      |                      |                      |
| 2001-2002   | Mighty Ducks d'Anaheim     | LNH         | 57  | 1                | 1                | 2                | 221              |                  |   |                      |                      |                      |                      |                      |
| 2002-2003   | Mighty Ducks d'Anaheim     | LNH         | 31  | 2                | 1                | 3                | 115              |                  |   |                      |                      |                      |                      |                      |
| Totaux LNH  | Totaux LNH                 | Totaux LNH  | 110 | 3                | 3                | 6                | 403              |                  |   |                      |                      |                      |                      |                      |
| Totaux LAH  | Totaux LAH                 | Totaux LAH  | 272 | 25               | 47               | 72               | 1 495            | 18               | 0 | 2                    | 2                    | 51                   |                      |                      |
| Totaux LHOu | Totaux LHOu                | Totaux LHOu | 176 | 21               | 27               | 48               | 989              | 22               | 3 | 2                    | 5                    | 77                   |                      |                      |

## Transactions en carrière
- 28 février 1995 : signe à titre d'agent libre avec les Blues de Saint-Louis.
- 8 mars 1996 : échangé par les Blues avec Steve Staios aux Bruins de Boston en retour de Steve Leach.
- 19 août 1997 : signe à titre d'agent libre avec les Stars de Dallas.
- 4 septembre 1998 : signe à titre d'agent libre avec les Blues de Saint-Louis.
- 15 août 1999 : signe à titre d'agent libre avec les Coyotes de Phoenix.
- 13 juillet 2000 : signe à titre d'agent libre avec les Mighty Ducks d'Anaheim.
- 19 décembre 2002 : manque la majorité de la saison 2002-2003 dû à une blessure à la tête subi contre les Kings de Los Angeles.
- 17 août 2003 : annonce son retrait de la compétition.